# 关机一小时
《关机一小时》，欧派家居集团制作的一部公益微电影，黄凯执导，周冬雨、黄垲翔主演。2015年4月20日在上海开机拍摄，5月15日国际家庭日当天于上海市举办的欧派爱家公益盛典上首映。

## 主旨
针对移动互联网时代家庭亚健康问题，呼吁“每天关机一小时，回归面对面沟通，用更多时间关注家人、陪伴孩子，让家庭更幸福温暖。”倡议“每天关机一小时，有限制地使用移动电子产品，回归面对面沟通，用更多时间关注家人、陪伴孩子，让家庭更幸福温暖。”

## 主创
- 出品人：姚良松（欧派家居集团董事长）
- 制片人：刘顺平
- 策划：梁瑜、周鑫
- 编剧：吕娜、黄凯、王超
- 导演：黄凯

## 花絮
周冬雨儿时曾练习体操，本片中“重操就业”，亦是第一次出演离婚戏。

## 首映
2015年5月15日第22个国际家庭日，欧派515爱家公益盛典在上海浦东文华东方酒店举行，孙俪、周冬雨、李行亮等明星出席。公益微电影《关机一小时》在盛典上举行了首映礼。